# Eparchia di Balta
L'eparchia di Balta (in ucraino: Балтська єпархія; in russo Балтская епархия?) è una diocesi della Chiesa ortodossa ucraina del Patriarcato di Mosca.

## Territorio
L'eparchia comprende i nuovi distretti di Berezivka, Podil's'k e Rozdil'na nella parte settentrionale dell'oblast' di Odessa.
Sede eparchiale è la città di Balta, dove si trova la cattedrale della Dormizione di Maria.
L'eparca ha il titolo ufficiale di «eparca di Balta e Anan'ïv».

## Storia
Balta fu centro di due vicariati: il primo, eretto il 9 novembre 1866 come parte dell'eparchia di Podil's'k, e scomparso nel 1922; il secondo eretto nel novembre 1957 come parte dell'eparchia di Chersoneso e Odessa, e soppresso nel 1958.
L'odierna eparchia è stata eretta dal Santo Sinodo della Chiesa ortodossa ucraina del Patriarcato di Mosca il 20 dicembre 2012 separandone il territorio dall'eparchia di Odessa.